# Industrimuseet Frederiks Værk
Industrimuseet Frederiks Værk er et statsanerkendt kulturhistorisk museum. Industrimuseet dækker geografisk hele Halsnæs Kommune. Museet opnåede statsanerkendelse i 2004. Dets ansvarsområde er nyere tid, med følgende specialer: Fabriks- og industrivirksomhed inden for Halsnæs Kommune samt Knud Rasmussens liv og virke nationalt og internationalt.
Industrimuseet Frederiks Værk har som mål at indsamle og dokumentere, forske i og fortælle om disse vigtige sider af vores fælles danmarkshistorie.
Industrimuseet Frederiks Værk driver en række museumsenheder: Arkivet, Arsenalet, Projektilmagasinet og Krudtværket i Frederiksværk – samt Knud Rasmussens Hus i Hundested.